# Earvin Ngapeth

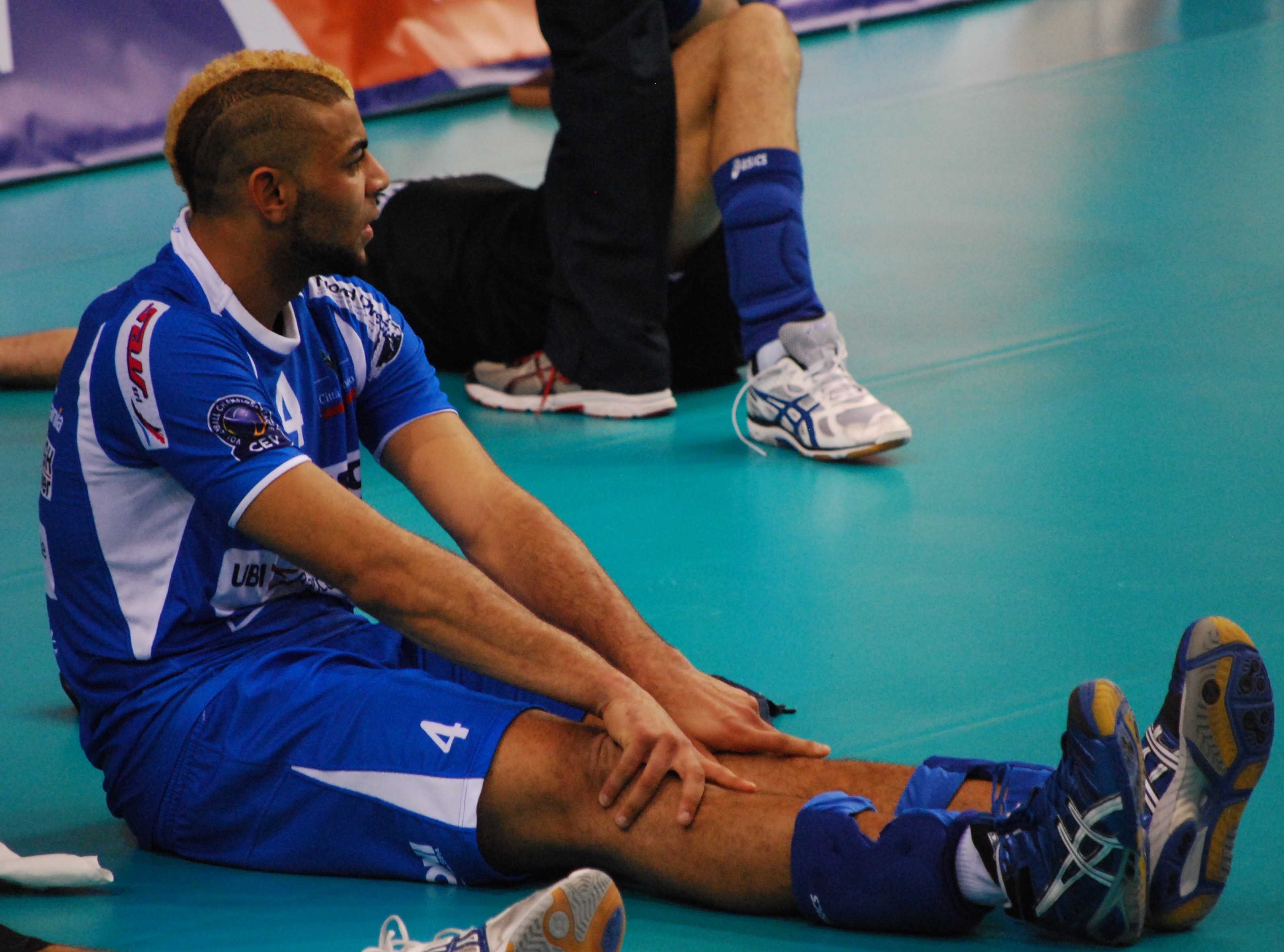
Earvin Ngapeth w barwach Bre Banca Lannutti Cuneo

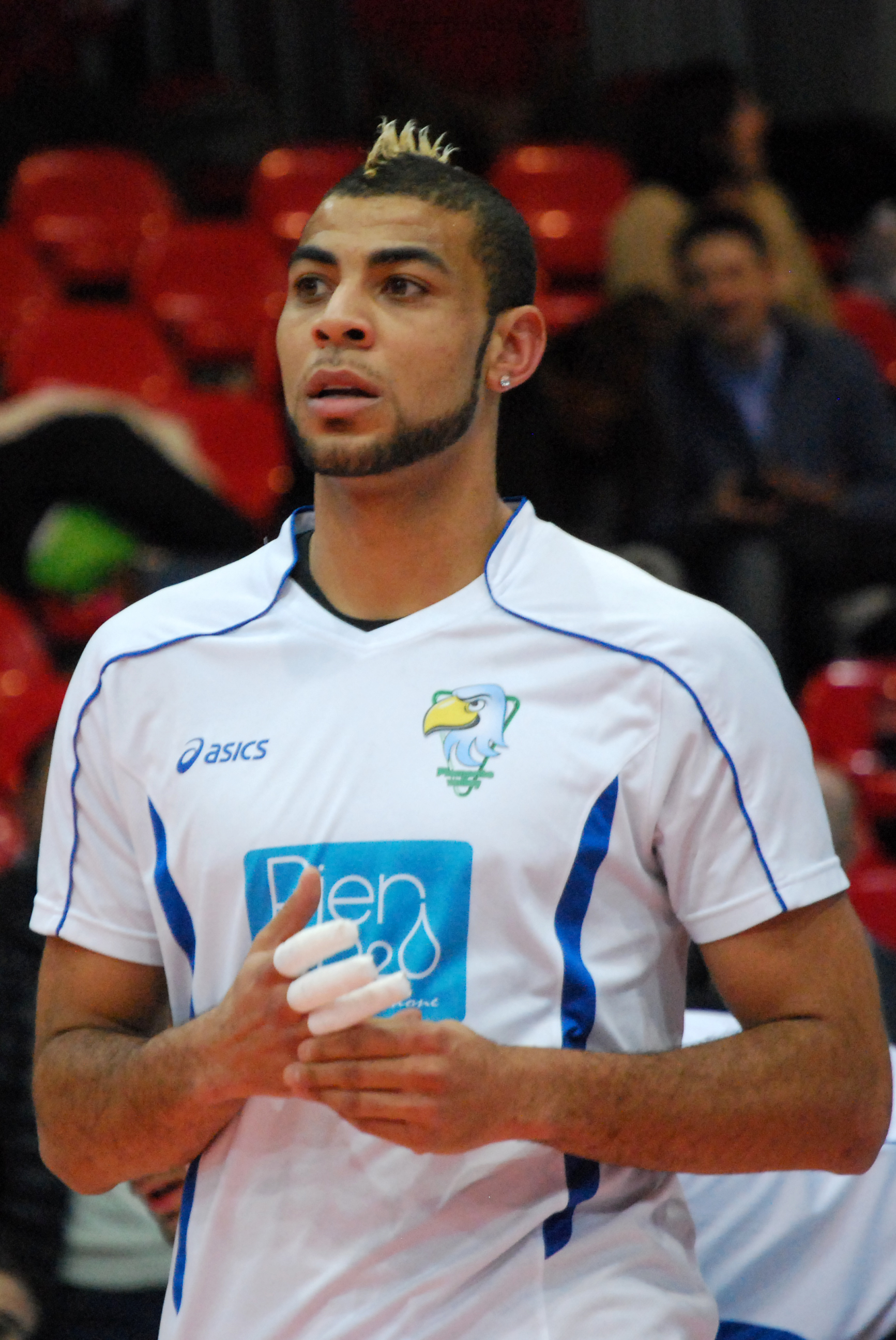
Earvin Ngapeth podczas klubowego meczu

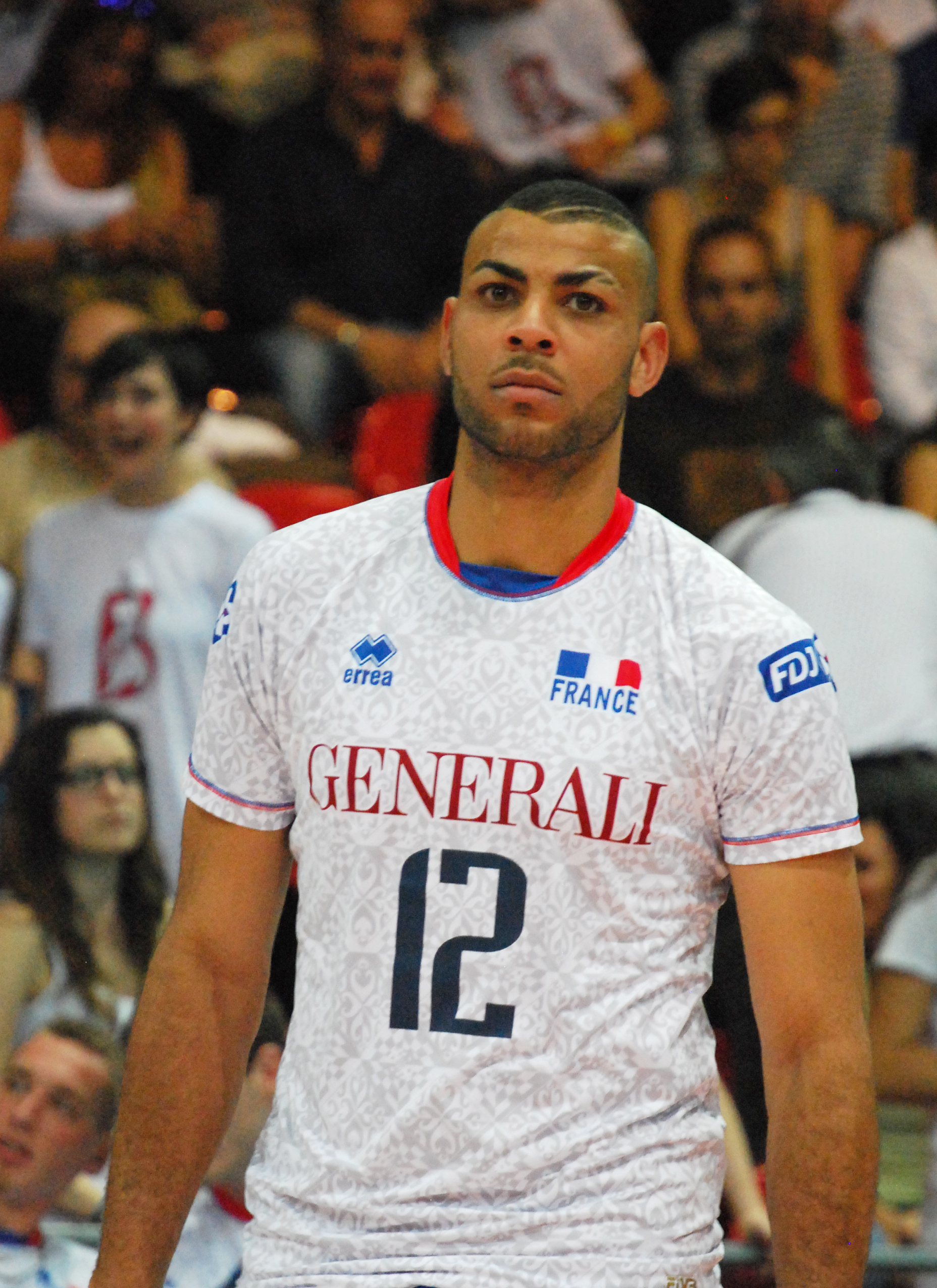
Earvin Ngapeth w reprezentacji Francji

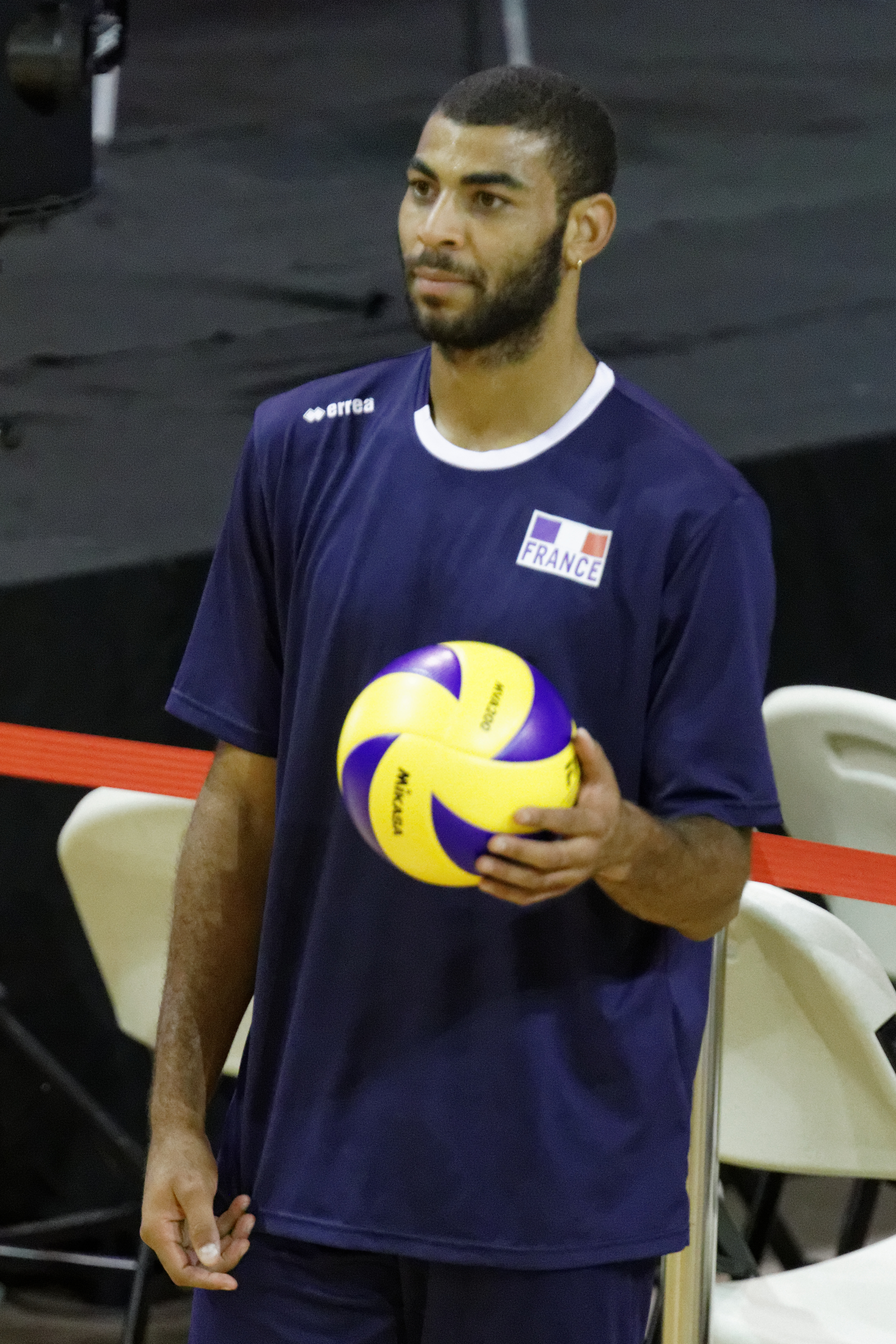
Earvin Ngapeth podczas treningu przed Mistrzostwami Świata w 2014

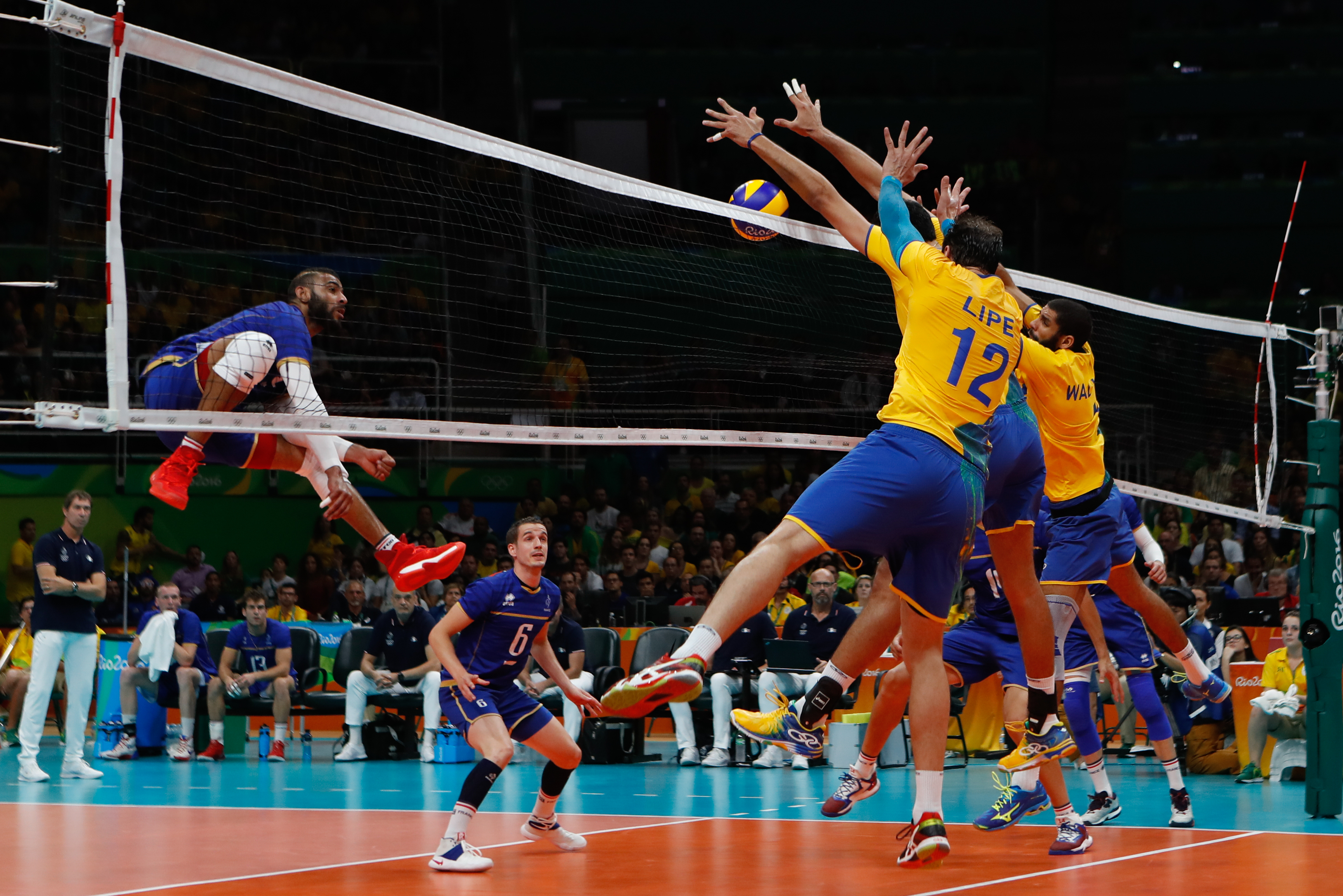
Earvin Ngapeth podczas ataku z pipe'a w meczu przeciwko reprezentacji Brazylii na Igrzyskach Olimpijskich w 2016

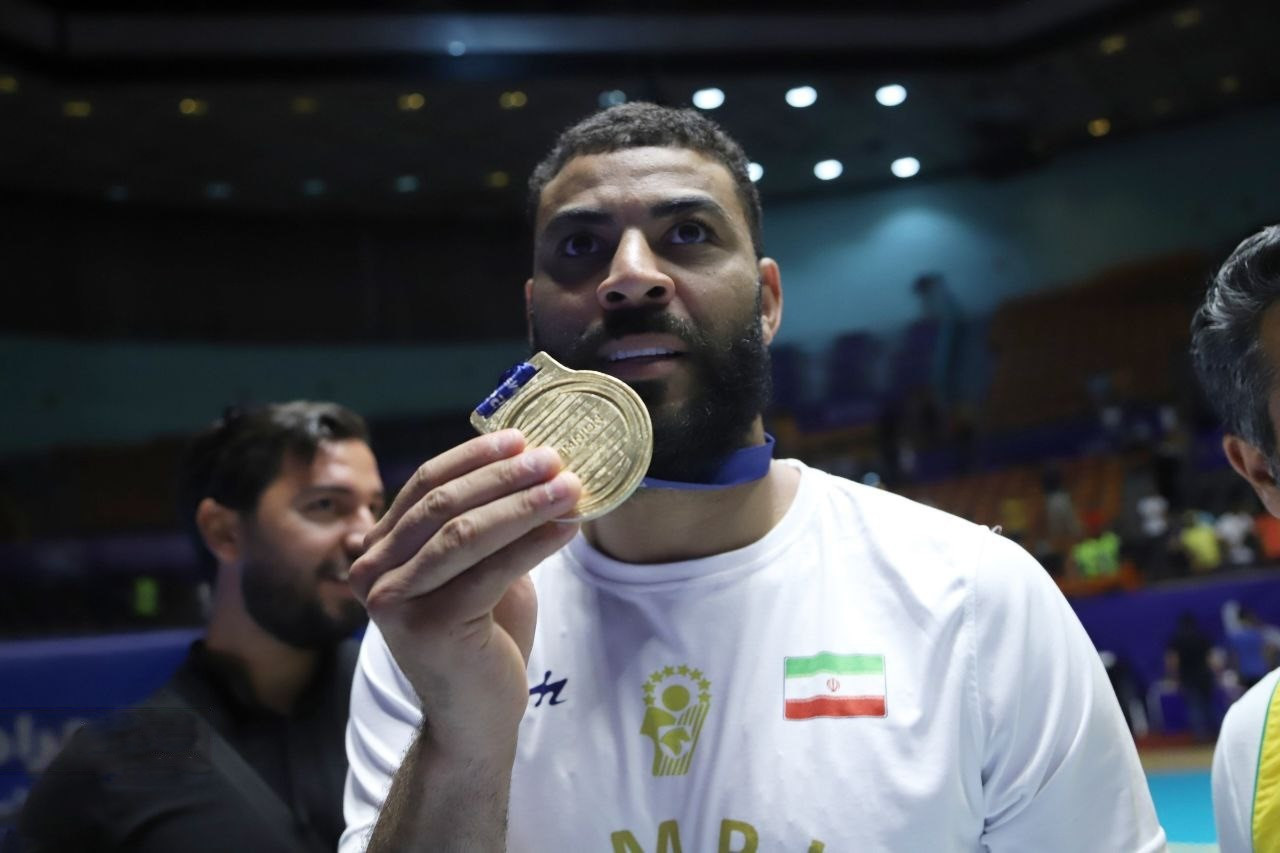
Earvin Ngapeth Klubowym Mistrzem Azji w 2022 roku

Earvin Ngapeth (ur. 12 lutego 1991 w Saint-Raphaël) – francuski siatkarz grający na pozycji przyjmującego; reprezentant Francji. Syn byłego siatkarza - Érica Ngapetha oraz starszy brat Swana Ngapetha. 
7 października 2010 w czasie trwania Mistrzostw Świata we Włoszech został dyscyplinarnie wykluczony z reprezentacji Francji.
W 2011 roku wrócił do kadry na Mistrzostwa Europy w Austrii i Czechach.

## Kontrowersje
W 2012 roku został skazany przez sąd na więzienie, gdyż pod wpływem alkoholu pobił mężczyznę podczas dyskoteki. W lipcu w 2015 roku uderzył konduktora TGV na stacji w Montparnasse w Paryżu. W listopadzie w 2015 roku siatkarz Azimutu Modena we włoskim mieście Reggio Emilia potrącił samochodem trzy osoby. W 2017 roku po imprezie z kolegami z klubu z Modeny wsiadł do samochodu pod wpływem alkoholu, gdzie miał aż 1,98 promila. Zabrano mu wówczas wtedy samochód oraz prawo jazdy. W grudniu w 2019 roku podczas Klubowych Mistrzostw Świata w Brazylii w jednych z klubów dopuścił się napaści seksualnej na kobiecie.

## Kariera klubowa
| 2008–2011                 | Tours VB                     |
| 2011–2013                 | Bre Banca Lannutti Cuneo     |
| 2013–2014 (do 01.2014)    | Kuzbass Kemerowo             |
| 2014–2018 (od 14.02.2014) | Azimut Modena                |
| 2018                      | Ar-Rajjan                    |
| 2018–2021                 | Zenit Kazań                  |
| 2021–2022                 | Leo Shoes PerkinElmer Modena |
| 2022                      | Pajkan Teheran               |
| 2022–2023                 | Leo Shoes PerkinElmer Modena |
| 2023–2024                 | Halkbank Ankara              |
| 2024                      | Dżakarta Bhayangkara Presisi |
| 2024–2024 (do 29.12.2024) | Stade Poitevin               |
| 2025– (od 02.01.2025)     | Fenerbahçe Medicana Stambuł  |
| 2025                      | Foolad Sirjan Iranian        |

## Sukcesy klubowe
Liga francuska:
- 2010
- 2011

Puchar Francji:
- 2009, 2010, 2011

Liga Mistrzów:
- 2013, 2019

Puchar Włoch:
- 2015, 2016

Liga włoska:
- 2016
- 2015

Superpuchar Włoch:
- 2015, 2016

Puchar Emira:
- 2018

Superpuchar Rosji:
- 2018, 2020

Puchar Rosji:
- 2018, 2019

Liga rosyjska:
- 2019, 2020

Klubowe Mistrzostwa Świata:
- 2019

Klubowe Mistrzostwa Azji:
- 2022[12]
- 2024[13]

Puchar CEV:
- 2023[14]

Puchar Turcji:
- 2024[15], 2025[16]

Liga turecka:
- 2024[17]
- 2025[18]

## Sukcesy reprezentacyjne
Mistrzostwa Europy Kadetów:
- 2007, 2009

Mistrzostwa Świata Kadetów:
- 2007

Mistrzostwa Europy Juniorów:
- 2008

Liga Światowa:
- 2015, 2017
- 2016

Memoriał Huberta Jerzego Wagnera:
- 2015, 2018

Mistrzostwa Europy:
- 2015

Liga Narodów:
- 2022[19]
- 2018
- 2021

Igrzyska Olimpijskie:
- 2020, 2024[20]

## Nagrody indywidualne
- 2009: MVP i najlepszy zagrywający Mistrzostw Europy Kadetów
- 2015: MVP finału Pucharu Włoch
- 2015: MVP i najlepszy przyjmujący Ligi Światowej
- 2015: Najlepszy przyjmujący Mistrzostw Europy
- 2016: Najlepszy przyjmujący turnieju kwalifikacyjnego do Igrzysk Olimpijskich 2016
- 2016: MVP finału włoskiej Serie A w sezonie 2015/2016
- 2017: MVP i najlepszy przyjmujący Ligi Światowej
- 2020: Najlepszy przyjmujący Kontynentalnych kwalifikacji do Letnich Igrzysk Olimpijskich 2020
- 2021: MVP i najlepszy przyjmujący Igrzysk Olimpijskich
- 2022: Najlepszy przyjmujący Klubowych Mistrzostw Azji
- 2022: MVP i najlepszy przyjmujący turnieju finałowego Ligi Narodów
- 2024: MVP i najlepszy przyjmujący Igrzysk Olimpijskich[21]
- 2025: MVP turnieju finałowego Pucharu Turcji[22]